# Årets Æreshåndværker
Årets Æreshåndværker er en titel, som Haandværkerforeningen i Kjøbenhavn har uddelt siden 1973 til personer, der yder en særlig indsats for det danske samfund.
Æreshåndværkeren er ikke selv håndværker, og vedkommende kåres ved den årlige Medaljefest for nyuddannede håndværkere. Modtageren af titlen får et æresmesterbrev og en sølvmedalje af samme slags som den, der gives for et særligt fremragende svendestykke.

## Modtagere af titlen
- 2018: Trine Dyrholm, skuespiller
- 2017: Jussi Adler-Olsen, forfatter
- 2016: Lars Rebien Sørensen, administrerende direktør
- 2015: Bertel Haarder, politiker
- 2014: Olafur Eliasson, billedkunstner
- 2013: Susanne Bier, filminstruktør
- 2012: Asger Aamund, erhvervsleder og bestyrelsesformand
- 2011: Claus Meyer, gastronomisk iværksætter
- 2010: Anders Fogh Rasmussen, politiker
- 2009: Hans Edvard Nørregård-Nielsen, kunsthistoriker og fondsdirektør
- 2008: Ulrik Wilbek, landsholdstræner
- 2007: Michael Pram Rasmussen, erhvervsleder og bestyrelsesformand
- 2006: Michael Kvium, billedkunstner
- 2005: Kasper Bech Holten, instruktør og operachef
- 2004: Johannes Møllehave, præst og forfatter
- 2003: Ghita Nørby, skuespiller
- 2002: Jørgen Mads Clausen, erhvervsleder og bestyrelsesformand
- 2001: Lene Vestergaard Hau, forsker og professor
- 2000: Benny Andersen, digter og komponist
- 1999: Niels-Henning Ørsted Pedersen, jazzbassist
- 1998: Bjørn Nørgaard, billedhugger og professor
- 1997: Hanne Reintoft, socialrådgiver og politiker
- 1996: Michala Petri, blokfløjtespiller og professor
- 1995: Niels Due Jensen, erhvervsleder og bestyrelsesformand
- 1994: Erik Mortensen, modeskaber
- 1993: Bille August, filminstruktør
- 1992: Poul Schlüter, politiker
- 1991: Mette Koefoed Bjørnsen, økonom og forligsmand
- 1990: Michael Schønwandt, dirigent
- 1989: Søren T. Lyngsø, ingeniør og erhvervsleder
- 1988: Lise Nørgaard, forfatter
- 1987: Frits Helmuth, skuespiller
- 1986: Inge Genefke, læge og menneskerettighedsforkæmper
- 1985: Erik Werner, bladtegner
- 1984: Christian Rovsing, ingeniør og erhvervsleder
- 1983: Godtfred Kirk Christiansen, erhvervsleder
- 1982: Mogens Frohn Nielsen, skipper
- 1981: Mærsk Mc-Kinney Møller, skibsreder og bestyrelsesformand
- 1980: Hendes Majestæt Dronning Margrethe II
- 1979: Lis Møller, journalist og politiker
- 1978: Per V. Brüel, ingeniør og erhvervsleder
- 1977: Victor Borge, pianist og entertainer
- 1976: Steen Eiler Rasmussen, arkitekt og professor
- 1975: Piet Hein, digter og multikunstner
- 1974: Bjørn Wiinblad, keramiker og designer
- 1973: Robert Jacobsen, skulptør og billedhugger